# Pioneer Red Wings
Maillots
Pioneer Red Wings est un ancien club japonais de volley-ball basé à Tendō qui a fonctionné de 1979 à 2014.

## Palmarès
- V Première Ligue (2)
  - Vainqueur : 2004, 2006.
  - Finaliste : 2005.
- Tournoi de Kurowashiki (2)
  - Vainqueur : 2003, 2005.
- Coupe du Japon
  - Finaliste : 2008.

## Résultats en Ligue
| Ligue       | Ligue         | Position  | Équipes | Matchs | Gagné | Perdu |
| ----------- | ------------- | --------- | ------- | ------ | ----- | ----- |
| V.Ligue     | 7e (2000–01)  | 7e        | 10      | 18     | 8     | 10    |
| V.Ligue     | 8e (2001–02)  | 3e        | 9       | 16     | 11    | 5     |
| V.Ligue     | 9e (2002–03)  | 5e        | 8       | 21     | 11    | 10    |
| V.Ligue     | 10e (2003–04) | Vainqueur | 10      | 18     | 14    | 4     |
| V.Ligue     | 11e (2004–05) | Finaliste | 10      | 27     | 22    | 5     |
| V.Ligue     | 12e (2005–06) | Vainqueur | 10      | 27     | 21    | 6     |
| V・Première | 2006-07       | 3e        | 10      | 27     | 18    | 9     |
| V・Première | 2007-08       | 5e        | 10      | 27     | 14    | 13    |
| V・Première | 2008-09       | 6e        | 10      | 27     | 13    | 14    |
| V・Première | 2009-10       | 8e        | 8       | 28     | 3     | 25    |
| V・Première | 2010-11       | 7e        | 8       | 26     | 9     | 17    |
| V・Première | 2011-12       | 6e        | 8       | 21     | 7     | 14    |
| V・Première | 2012-13       | 8e        | 8       | 28     | 5     | 23    |
| V・Première | 2013-14       | 8e        | 8       | 28     | 3     | 25    |

## Effectifs

### Saison 2013-2014
Entraîneur : Yuji Funakoshi  Japon